# Edmar Peron

Bischofswappen von Edmar Peron

Edmar Peron (* 4. März 1965 in Maringá) ist ein brasilianischer Geistlicher und emeritierter römisch-katholischer Bischof von Paranaguá.

## Leben
Erzbischof Jaime Luiz Coelho weihte ihn am 23. Juli 1989 zum Diakon und spendete ihm am 21. Januar 1990 das Sakrament der Priesterweihe für das Erzbistum Maringá.
Papst Benedikt XVI. ernannte ihn am 30. Dezember 2009 zum  Weihbischof in São Paulo und Titularbischof von Mattiana. Der Alterzbischof von Maringá, Jaime Luiz Coelho, spendete ihm am 28. Februar des nächsten Jahres die Bischofsweihe; Mitkonsekratoren waren Anuar Battisti, Erzbischof von Maringá, und Odilo Pedro Kardinal Scherer, Erzbischof von São Paulo. Als Wahlspruch wählte er UT FACIAM VOLUNTATEM TUAM (deutsch: Um Deinen Willen zu tun).
Papst Franziskus ernannte ihn am 25. November 2015 zum Bischof von Paranaguá. Am 1. Juni 2022 berief ihn Papst Franziskus zudem zum Mitglied der Kongregation für den Gottesdienst und die Sakramentenordnung.
Papst Leo XIV. nahm am 20. Mai 2025 seinen vorzeitigen Rücktritt an.